# Getahowit
Getahowit – wieś w Armenii, w prowincji Tawusz. W 2011 roku liczyła 2123  mieszkańców.